# トーマス・ホプキンズ・ギャローデット

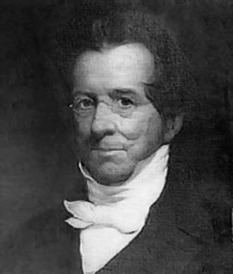
トーマス・ホプキンズ・ギャローデット

トーマス・ホプキンズ・ギャローデット牧師（Thomas Hopkins Gallaudet、1787年12月10日 - 1851年9月10日）は、アメリカ合衆国初の公立聾学校、コネティカット聾唖教育指導施設（アメリカ聾学校の前身）を創立し、聾教育を打ち立てた人物である。

## 生涯
1787年、ペンシルベニア州フィラデルフィアで生まれる。1805年にイェール大学に入学。1810年にイェール大学院入学。同大学を首席で卒業し、イェール神学校に進み、牧師資格をとったが、病気のため牧師になれなかった。
隣人で医師のメーソン・コグスウェルはろうの娘アリス・コグスウェルがいたが、教育を受けられるところがなくて悩んでいた。ギャローデットは偶然、外で仲間から離れて一人で遊んでいるアリスを見かけて声をかけた。しかし、アリスが耳が聞こえず話せないことがわかり、地面に帽子などの単語を書いて教えた。上野益雄によると、ギャローデットによるアリスへの教育はシカールによる手話の本によってなされたとのこと。
アリスが単語を覚えたことを知って喜んだコグスウェルはギャローデットにろうのこどもを指導できる方法について相談した。それがきっかけで、当時聾教育が進んでいたヨーロッパに1年間の予定で教育視察をすることになった。1815年にまずイギリスに渡ったが、視察を断られたため、フランスのパリ国立聾唖学校に行き、そこで聾教育方法を研究した。
1年間が経過したので、聾学校で教師をしていたろう者のローラン・クレークを伴って帰国。その後、設立資金作りのため、クレークとコグスウェルとともに各地を回り、翌年の1817年に聾学校を設立し、自ら校長を務めた。アリスは最初の生徒として入学。のち、アリスの同期生の一人ソフィア・ファウラーと結婚、数人のこどもに恵まれた。
ギャローデットの長男トーマス・ギャローデットは父親の影響で神学校をでて牧師になり、初めてろう者のための教会をニューヨークに作った。末子のエドワード・マイナー・ギャローデットが、のちギャローデット大学の前身、国立聾唖大学の初代学長になった。